# Andreani (famiglia)
La famiglia Andreani (o Andriani) fu una nobile famiglia milanese, originaria del comasco.

## Storia

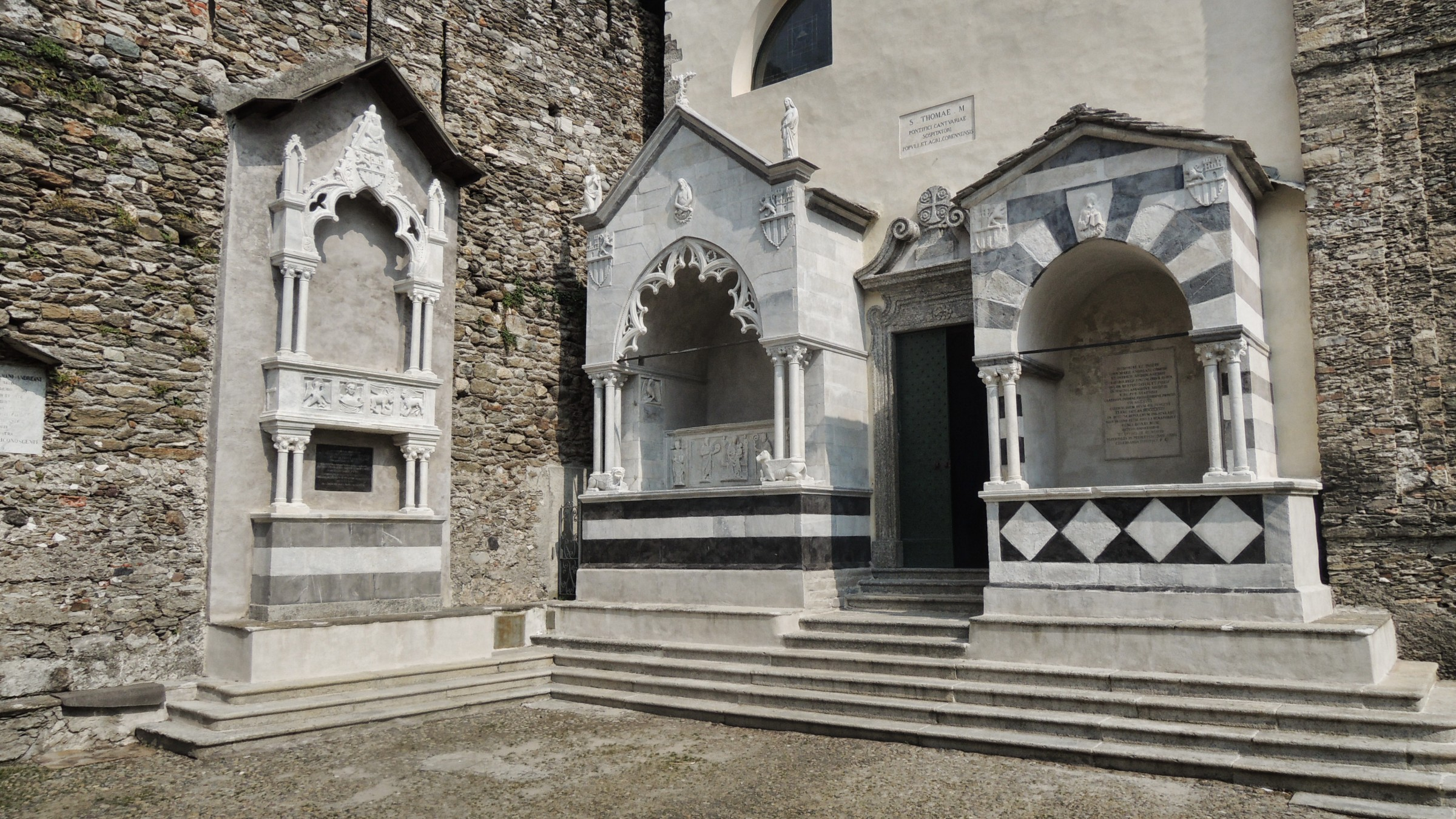
Arche Andreani (XIV secolo) presso la parrocchia di Corenno, feudo avito della famiglia

Il primo membro notabile della famiglia Andreani fu un tale Fossato, già feudatario di Corenno (presso Dervio), sul lago di Como nel 1271. La famiglia era ancora nell'area del comasco nel XIV secolo quando Andrea, fra il 1384 e il 1389, si occupò della redazione degli statuti comunali di Corenno e poi di Dervio. Cristoforo, nel XV secolo, venne nominato vicario della Valsassina.
A partire dal Seicento, diversi membri della famiglia intrapresero gli studi medici con personalità come Girolamo (m. 1703), sepolto con un grandioso monumento nella chiesa di Corenno, Giovanni Antonio (n. 1665) che fu "fisico collegiato" dei XII di Provvisione nel governo milanese e suo figlio Girolamo (1700-1775) che si trasferì per primo a Milano dove venne nominato "fisico generale" del ducato. 

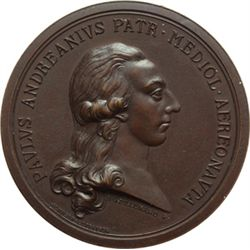
Paolo Andreani in una medaglia del XVIII secolo

Paolo (1706-1772), fratello di Girolamo, si trasferì con lui a Milano dove studiò legge, divenne avvocato fiscale e in seguito venne nominato capitano di giustizia e senatore. Divenuto podestà di Cremona, ottenne nel 1748 il titolo di conte. Nel 1752, sposò la contessa Cecilia Sormani, milanese, dalla quale ebbe, fra gli altri, Gian Mario (1760 - 1830) e Paolo (1763 - 1823). Questi continuò la tradizione scientifica della famiglia distinguendosi soprattutto come viaggiatore ed esploratore. Fu il primo in Italia a compiere un viaggio a bordo di una "macchina aerostatica" (la moderna mongolfiera) che solo da poco era stata inventata in Francia dai fratelli Montgolfier. Queste e altre prodezze gli valsero l'affiliazione alla Royal Society di Londra. 
Con la morte di Gian Mario nel 1830, il ramo milanese degli Andreani si estinse. Questi, non avendo avuto eredi, lasciò tutte le sue sostanze e il cognome al cugino Giuseppe Sormani Giussani, che da allora mutò il cognome della propria famiglia in Sormani Andreani. Gli altri beni della famiglia passarono alla congregazione dei Barnabiti. Quando la congregazione venne infine soppressa, i beni (secondo sua volontà testamentaria in riserva) passarono all'orfanotrofio dipendente dalla chiesa di San Pietro in Gessate, patrocinata dalla sua famiglia.